# Al Snow
Allen Ray Sarven (Lima, Ohio; 18 de julio de 1963) es un luchador profesional y actor estadounidense más conocido por su nombre en el ring de Al Snow. Es conocido por su trabajo en la Extreme Championship Wrestling y World Wrestling Entertainment y actualmente trabaja para la Total Nonstop Action Wrestling como un road agent.

## Carrera

### Inicios
Sarven asistió a un campo de prueba de lucha libre profesional, desarrollado por Ole y Gene Anderson. Allí conoció a Jim Lancaster, promotor de la Midwest Championship Wrestling de Ohio, que accedió a entrenarlo. Lancaster más tarde describió a Sarven como "un líder en el ring", que "tenía la capacidad y habilidad natural". Hizo su debut el 22 de mayo de 1982. Sarven derrotó a Lancaster el 5 de mayo de 1985 pora ganar el título de la Midwest Championship Wrestling.
Sarven luchó en varias promociones independientes a lo largo de la década de 1980 y principios de 1990, capturando un campeonato individual y otro por parejas, pero sin llegar a tener gran éxito. Se ganó una reputación como "el mejor secreto guardado de la lucha libre". Sarven ayudó a formar a los futuros miembros del Salón de la Fama de la Ultimate Fighting Championship (UFC), y al Campeón Mundial Peso Pesado de la NWA, Dan Severn. Durante este tiempo, lucha repentinamente como Shinobi, un gimmick al estilo ninja enmascarado. El 9 de noviembre de 1994 luchó en un torneo por el vacante Campeonato Mundial Peso Pesado de la NWA, pero fue derrotado ante Chris Candido, quien fue el ganador del torneo.

### Extreme Championship Wrestling y Smoky Mountain Wrestling
Después de una gira por Japón, Sarven luchó un combate en Míchigan contra Sabu, el cual luchaba regularmente para la Extreme Championship Wrestling (ECW), y fue quien le sugirió que intentara en la ECW. El 4 de febrero de 1995, Sarven hizo su debut en ECW contra Chris Benoit como "The Snowman" Al Snow, en un combate de 15 minutos que fue aclamado como uno de los mejores del año.
Sarven también estaba siendo cortejado por la federación de Jim Cornette, la Smoky Mountain Wrestling. El promotor y mánager general de ECW, Paul Heyman aceptó dejarlo trabajar para ambas empresas. Sarven pronto descubrió que no estaba siendo utilizado por la ECW y se fue a Smoky Mountain Wrestling a tiempo completo. En Smoky Mountain Wrestling, Snow se unió a Unabomb (Glenn Jacobs) como The Dynamic Duo y derrotaron a The Rock 'n' Roll Express para ganar el Campeonato en Parejas de la SMW. Ambos luchadores llamaron la atención de la World Wrestling Federation, donde firmaron a finales de 1995.

### World Wrestling Federation (1995–1997)
Sarven comenzó a trabajar para la World Wrestling Federation (WWF) en agosto de 1995, aunque no debutó hasta el 23 de octubre de ese mismo año, en Monday Night RAW. Sarven luchó con varios gimmicks en la WWF, tales como Avatar, un superhéroe de aspecto japonés que se ponía una máscara similar a la de Hayabusa antes de cada combate, y Shinobi, un ninja contratado por Jim Cornette para atacar a Shawn Michaels. También compitió bajo el nombre de Steve Moore, siendo derrotado en un combate contra Marty Jannetty.

### World Wrestling Federation/World Wrestling Entretemient (1998-2006)

#### 1998
Luego, Snow fue llamado por la compañía, donde continuó con su personaje de hablar con "Head", creando algunas de las parodias humorísticas más memorables de " The Attitude Era ". Empezando un feudo contra Too Much (Brian Christopher & Scott Taylor). En King Of The Ring, junto a Head fueron derrotados por Too Much (Brian Christopher & Scott Taylor) (con Jerry The King Lawler como árbitro especial invitado). En BreakDown, junto a Scorpio derrotaron a Too Much (Brian Christopher & Scott Taylor). Luego tuvo un breve quedó contra Marc Mero. En Judgement Day, derrotó a Marc Mero. En Survivor Series, derrotó a Jeff Jarrett en los octavos de final del torneo por el vacante Campeonato de la WWF, avanzando a los cuartos de final, más tarde esa misma noche, se enfrentó Mankind en los cuartos de final del torneo por el vacante Campeonato de la WWF, sin embargo perdió. En WWF Capital Carnage, fue derrotado por Gangrel, debido a la interferencia de Edge. Semanas después formó The J.O.B Squad junto a Bob Holly, Scorpio, Gill Dune & Blue Meanie. En Rock Bottom: In Your House, junto a Bob Holly & Scorpio fueron derrotados por The Brood(Gangrel, Edge & Christian).

#### 1999
Empezando en 1999. En Royal Rumble, participó en el Royal Rumble Match, entrando de #15, sin embargo fue eliminado por Road Dogg, durando 41 segundos. En St. Valentine's Day Massacre: In Your House, se enfrentó a Bob Holly por el vacante Campeonato Violento de la WWF, sin embargo perdió. En Wrestlemania XV, se enfrentó a Billy Gunn y a Hardcore Holly en una Hardcore Triple Threat Match por el Campeonato Violento de la WWF, sin embargo perdió. En Backlash, derrotó a Hardcore Holly y ganó el Campeonato Violento de la WWF por primera vez. En Over The Edge, derrotó a Hardcore Holly y retuvo el Campeonato Violento de la WWF. En Fully Loaded, fue derrotado por The Big Boss Man perdiendo el Campeonato Violento de la WWF. En SummerSlam, derrotó a The Big Boss Man y ganó el Campeonato Violento de la WWF por 2.ª vez. 2 días después en SmackDown!, fue derrotado por The Big Boss Man perdiendo el Campeonato Violento de la WWF, en el SmackDown! emitido el 9 de septiembre, Davey Boy Smith le entregó el Campeonato Violento de la WWF, ganando el título por 3.ª vez. En Unforgiven, derrotó a The Big Boss Man en un Kennel From Hello Match y retuvo el Campeonato Violento de la WWF. En el SmackDown! emitido el 14 de octubre, se enfrentó a The Big Boss Man y a The Big Show en un Hardcore Triple Threat Match por su Campeonato Violento de la WWF, sin embargo perdió su título. En Survivor Series, junto Mankind se enfrentaron a The New Age Outlaws (Billy Gunn & Road Dogg) por los Campeonatos Mundiales en Parejas, sin embargo fueron derrotados.

#### 2000
En Royal Rumble, participó en el Royal Rumble Match, entrenado #20 eliminando a Edge y a Hardcore Holly, sin embargo fue eliminado por The Rock. En Wrestlemania 2000, junto a Steve Blackman se enfrentaron a Albert & Test, sin embargo perdieron. En Fully Loaded, se enfrentó a Tazz, sin embargo perdió. En el SmackDown! emitido el 31 de agosto, derrotó a Perry Saturn y ganó el Campeonato Europeo de la WWF por primera vez y durante su reinado, junto a "Head" se vistieron de diferentes estereotipos étnicos de varias localizaciones europeas, en el Raw Is War del 11 de septiembre, representando al país de Alemania, obsequiandole a Jerry Lawler una fotografía de David Hasselhoff,  derrotó a Tazz y retuvo el Campeonato Europeo de la WWF, debido a que Lawler atacó a Tazz con la fotografía que le obsequio y la siguiente semana en SmackDown!, representando al país de España, obsequiandole a Jerry Lawler una fotografía de Ricardo, se enfrentó a 
Steve Blackman en un Hardcore Champion vs. Champion Match, por el  Campeonato Violento de la WWF, en el que su Campeonato Europeo de la WWF no estaba en juego, sin embargo perdió debido a que Blackman cubrió a Taka Michinoku por la regla 24/7 del título, que interfirieron Perry Saturn, T & A(Test & Albert), Crash Holly & Ka En Tai (Taka Michinoku & Funaki). En Unforgiven, se enfrentó a Steve Blackman, Crash Holly, Funaki, Perry Saturn y a Test en un 10-minutes Hardcore Battle Royal por el Campeonato Violento de la WWF, en el que su Campeonato Europeo de la WWF no estaba en juego, sin embargo perdió. 2 días después en el SmackDown! emitido el 28 de septiembre, representando al país de Francia, se enfrentó a X-Pac por el Campeonato Europeo de la WWF, sin embargo terminó sin resultado debido a que Stone Cold Steve Austin lo atacó a él, a X-Pac y al árbitro, la siguiente semana en SmackDown!, representando al país de Transilvania, obsequiandole una fotografía de Drácula, derrotó a X-Pac y retuvo el Campeonato Europeo de la WWF debido a un ataque de Mr. Ass a X-Pac, durante el combate William Regal se encontraba en la mesa de comentaristas, insultandolo por desprestigiar al título europeo con sus vestimentas y el hecho de no ser un verdadero europeo, empezando así un breve feudo, la siguiente semana en Raw Is War, derrotó a Test y retuvo el Campeonato Europeo de la WWF, a la noche siguiente en SmackDown!, derrotó a Albert y retuvo el Campeonato Europeo de la WWF. En el Raw Is War del 16 de octubre, fue derrotado por William Regal perdiendo el Campeonato Europeo de la WWF, terminando con un reinado de 48 días.

#### 2001
En Royal Rumble, participó en el Royal Rumble Match, entrando de #8, entró antes de tiempo para atacar a Raven, sin embargo fue eliminado por Kane. A la noche siguiente en Raw Is War, derrotó a Raven ganando el Campeonato Violento de la WWF por cuarta vez, sin embargo fue atacado por Ninja con un palo de madera y fue derrotado por  Raven perdiendo el Campeonato Violento de la WWF, en un House Show del 11 de febrero, cubrió a Hardcore Holly después de golpearlo con Head y ganó el Campeonato Violento de la WWF por 5.ª vez, sin embargo, Raven lo cubrió perdiendo el Campeonato Violento de la WWF. En No Way Out, interfirió el Hardcore Match de Raven contra The Big Show por el Campeonato Violento de la WWF, intentando ganar el título, sin embargo no lo consiguió. En Survivor Series, se enfrentó a Christian por el Campeonato Europeo de la WWF, sin embargo perdió.

#### 2002
En Royal Rumble, participó en el Royal Rumble Match, entrando de #6, eliminando a Lance Storm, sin embargo fue eliminado por The Undertaker. En el Raw Is War del 11 de marzo, derrotó a Goldust y ganó el Campeonato Violento de la WWF por 6.ª vez, a la noche siguiente en SmackDown!, se enfrentó a The Big Show por el Campeonato Violento de la WWF, sin embargo durante el combate interfirieron Goldust & Maven, recibiendo un golpe con una tapa de basurero dorado por parte de Goldust y siendo cubierto por Maven, perdiendo el Campeonato Violento de la WWF terminando con un reinado de un día. En WrestleMania X8, en backstage junto al árbitro Teddy Long en un carrito de golf intento conseguir el Campeonato Violento de la WWF de Spike Dudley, sin embargo se chocó contra unas cajas. A la noche siguiente en Raw Is War, se enfrentó Maven por el Campeonato Violento de la WWF, durante el combate interfirió Spike Dudley, sin embargo el combate terminó sin resultado debido al ataque del debutante Brock Lesnar. En el primer Draft de WWE, fue seleccionado para la marca SmackDown!. Formando equipo con su discípulo Maven, comenzando un breve feudo contra Billy & Chuck por los Campeonatos Mundiales en Parejas, en SmackDown! emitido el 11 de abril, derrotó al Campeón Mundial en Parejas Chuck y la siguiente semana en SmackDown!, junto a Maven & Rikishi derrotaron a Albert, Billy & Chuck. En Backlash, junto a Maven se enfrentaron a Billy & Chuck por los Campeonatos Mundiales en Parejas, sin embargo perdieron. 2 días después en SmackDown!, junto a Maven & Billy Kidman derrotaron a Tajiri, Billy & Chuck, en el SmackDown! emitido el 9 de mayo, junto a Maven & Rikishi derrotaron a Rico, Billy & Chuck, terminando hasta ahí el feudo, semanas después se alejó de Maven y en el debut de Velocity el 25 de mayo, se convirtió en el comentarista del show junto a Michael Cole. En el SmackDown! emitido el 6 de junio, se enfrentó a Hulk Hogan, Triple H, Albert, Billy Kidman, Chavo Guerrero, Chris Jericho, Christian, Faarooq, Hardcore Holly, Hugh Morrus, Kurt Angle, Lance Storm, Mark Henry, Randy Orton, Reverend D-Von, Test, The Big Valbowski, The Godfather y a The Hurricane en un 20-Man Battle Royal por una oportunidad al Campamento Indiscutido de la WWE de The Undertaker en King Of The Ring, sin embargo fue eliminado por Jericho. En el Velocity emitido el 15 de junio, dejó de estar como comentarista siendo reemplazado por Tazz. Regresó a la mesa de comentaristas en el Velocity emitido el 7 de septiembre hasta el 21 de septiembre.
Semanas después fue traspasado a RAW, regresando en el RAW del 7 de octubre, derrotando a Test en un Las Vegas Street Fight, la siguiente semana en RAW, fue derrotado por Lance Storm, la siguiente semana en RAW, fue derrotado por Tommy Dreamer en un Singapore Cane Match, en el RAW del 4 de noviembre, junto a Tommy Dreamer fueron derrotados por Lance Storm & William Regal, la siguiente semana en RAW, fue derrotado por Christopher Nowinski, comenzando un breve feudo contra Nowinski, la siguiente semana en RAW, fue derrotado por Christopher Nowinski en un School Of Hard Knocks Match, la siguiente semana en RAW, 6 días después en Heat, volvió a hacer equipo con Maven, siendo derrotados por Christopher Nowinski & D-Lo Brown, a la noche siguiente en RAW, junto a Maven fueron derrotados por Christopher Nowinski & D-Lo Brown, terminando con el feudo, volviendo a competir individualmente, en el Heat del 22 de diciembre, fue derrotado por Johnny Stamboli.

#### 2003-2006
Comenzando el 2003, en el RAW del 27 de enero, acompañó a John Hennigan y a Matt Cappotelli en un Tough Enough 3 Exhibition Match, en el Heat del 16 de febrero, volvió a hacer con Maven siendo  derrotados por los Campeones Mundiales en Parejas Lance Storm & William Regal en un combate no titular, a la noche siguiente en RAW, fue derrotado por Rodney Mack, la siguiente semana en RAW, Se enfrentó a Booker T, Batista, Chris Jericho, Christian, Jamal, Jeff Hardy, Kane, Lance Storm, Maven, Randy Orton, Rob Van Dam, Rodney Mack, Rosey, Scott Steiner, Steven Richards, Test, The Hurricane, The Rock & Tommy Dreamer en un 20-Man Battle Royal por una oportunidad al Campeonato Mundial Pesado de Triple H en WrestleMania XIX, sin embargo fue eliminado por Batista, 6 días después en Heat, derrotó a Bobby Rude, a la noche siguiente en RAW, junto a Tommy Dreamer fueron derrotados por Kane & Rob Van Dam en un Hardcore Tag Team Match, en el Heat del 16 de marzo, fue derrotado por Steven Richards, la siguiente semana en Heat, derrotó a Steve Fender, en el Heat del 20 de abril, volvió a hacer equipo con Maven siendo derrotados por 3-Minute Warning (Rosey & Jamal).
En Unforgiven, junto a Jonathan Coachman derrotaron a Jim Ross & Jerry "The King" Lawler, ganando el derecho a ser los comentaristas de Raw.

#### WWE ECW! (2006)
En el primer episodio de ECW como parte de WWE del 13 de junio, se enfrentó a Sabu, Tommy Dreamer, Balls Mahoney, Stevie Richards, Little Guido Maritato, Roadkill, Danny Doring, Big Guido, Big Show y a Tony Mamaluke en un Extreme Battle Royal por el derecho a enfrentarse a John Cena en Vengeance, sin embargo fue el primer eliminado por Show. En Vengeance, participó como leñador de ECW en el Extreme Lumberjack Match de John Cena contra Sabu. En el ECW del 4 de julio, fue derrotado por Test quien hacia su regreso a la compañía, siendo el último combate de Snow en WWE.

### Federación Nacional de Lucha Libre (2016)
Al Snow luchó el 22 de enero de 2016 contra "El nomasss" e Inmortal ganando el título para después defenderlo contra "el nomassss" el día 24 de enero en una lucha hardcore donde Al Snow pierde por una interferencia de Toro.
Luego el 12 de noviembre de 2017 vuelve para obtener el título latinoamericano de FNL y ASWA en una lucha de 2/3 caídas contra "el nomasss"

### Impact Wrestling
Al Snow debutó el 31 de mayo de 2016 como mánager de The Tribunal (Basile Baraka y Baron Dax)

### All Elite Wrestling (2021)
Hizo una aparición especial en las gradas del evento Revolution, junto a Paul Walter Houser y a DDP

## En lucha
- Movimientos finales
  - Snow Plow[2] (Scoop brainbuster)
  - Diving moonsault[2]

- Movimientos de firma
  - Snow-Plex[2] (Wheelbarrow suplex)
  - Superkick
  - Arm wrench inside cradle pin
  - Springboard moonsault[2]
  - Standing moonsault
  - Running clothesline[2]
  - Spinning heel kick
  - Sitout spinebuster[2]
  - Trapping headbutts[2]
  - Diving leg drop
  - Inverted facelock
  - DDT[2]

- Mánager
  - Jim Cornette
  - Skandor Akbar
  - Jerry Lawler
  - Jonathan Coachman

## Campeonatos y logros
- FNL Chile
  - Campeón mundial de ASWA
- Border City Wrestling
  - BCW Can-Am Tag Team Championship (1 vez) - con Denny Kass
- Global Wrestling Alliance
  - GWA Heavyweight Championship (1 vez)
  - GWA Junior Heavyweight Championship (1 vez)
  - GWA Tag Team Championship (5 veces) - con Mike Kelly
- Great Lakes Championship Wrestling
  - GLCW Heavyweight Championship (2 veces)
- Jersey All Pro Wrestling
  - JAPW Heavyweight Championship (1 vez)[7]
- Midwest Championship Wrestling
  - MCW-ICW Heavyweight Championship (1 vez)
  - MCW Midwest Tag Team Championship (2 veces)
  - MCW Midwest Territorial Championship (1 vez)
  - MCW-ICW United States Tag Team Championship (6 veces)
- Midwest Territorial Wrestling
  - MTW Heavyweight Championship (2 veces)
  - MTW Tag Team Championship (2 veces) - con Ray Roberts
- Motor City Wrestling
  - MCW Heavyweight Championship (1 vez)
  - MCW Tag Team Championship (1 vez) - con Denny Kass
- Smoky Mountain Wrestling
  - SMW Tag Team Championship (1 vez) - con Unabomb
- Top of the World Wresting
  - TOW World Tag Team Championship (1 vez) - con PCO
- USA Pro Wrestling
  - USA Pro Heavyweight Championship (1 vez)[8]
- USA Xtreme Wrestling
  - UXW Heavyweight Championship (1 vez)
- Zona de Combate - Federación Nacional de Lucha Libre (Chile)
  - ZDC Campeonato de Peso Pesado (1 vez)
- Wrestling Observer Newsletter
  - Most Underrated Wrestler en 1996
  - Worst Worked Match of the Year (1999) vs. the Big Boss Man in a Kennel from Hell match at Unforgiven
- World Wrestling Alliance
  - WWA World Tag Team Championship (1 vez) - con Mickey Doyle
- World Wrestling Federation
  - WWF European Championship (1 vez)
  - WWF Hardcore Championship (6 veces)
  - WWF Tag Team Championship (1 vez) - con Mankind